# Tuvtjärnen (Älvdalens socken, Dalarna, 682219-137194)
Tuvtjärnen är en sjö i Älvdalens kommun i Dalarna och ingår i Dalälvens huvudavrinningsområde.